# Thomsonsche Lotmaschine
Die Thomsonsche Lotmaschine ist eine von William Thomson, dem 1. Baron Kelvin 1876 erfundene und in Großbritannien patentierte maschinelle Loteinrichtung zur Bestimmung der Wassertiefe von einem sich in Fahrt befindlichen Schiff.

## Funktionsweise
Die Thomsonsche Lotmaschine gehört zu den Drahtloten, dessen Lotleine bei voller Fahrt des Schiffes von der Trommel der Lotmaschine abläuft. Am eigentlichen Lotkörper befindet sich eine zylindrische Glasröhre, die oben geschlossen, unten jedoch offen ist. An der Innenwand des Glaszylinders befindet sich eine Beschichtung mit chromsaurem Silber (Silberchromat). Dieser Belag verfärbt sich bei Kontakt mit Seewasser. Das Wasser presst entsprechend der maximal erreichten Wassertiefe die Luft im Glaszylinder zusammen. Es wird die Tiefe aus dem mit ihr zunehmenden Wasserdruck festgehalten. Die sich im Glaszylinder verfärbte Strecke ist dann ein Maß für die erreichte Wassertiefe. Versuche ergaben keine Beeinflussung des Messergebnisses, egal ob das Lot senkrecht oder in einem spitzen Winkel absinkt. Das Lot arbeitet optimal bis zu einer Geschwindigkeit von 11 Knoten und einer Wassertiefe bis 200 Meter.

## Einsatzgebiet
Auf größeren Handelsschiffen war die Thomsonsche Lotmaschine bis in die 1920er Jahre zu finden. Die Anlage kam zum Einsatz auf Forschungsschiffen und Kabellegern bei der Vorbereitung und Verlegung von Tiefseetelegraphenkabeln.

## Bestandteile
Die Thomsonsche Lotmaschine besteht aus einem metallenen Trägergestell für die Drahttrommel. Auf dieser Trommel befindet sich der Lotdraht. An der Drahttrommel seitlich angebracht ist eine Kurbel zum Einholen des Lotes. Auf dem Trägergestell befestigt ist eine kreisförmige Skala mit einem Zeiger zum Anzeigen der abgelaufenen Drahtlänge. Der Zeiger ist über ein justiertes Zahnradsystem mit der Drahttrommel verbunden. Am Ende des Lotdrahtes angebracht ist der Lotkörper mit der Vertiefung für die Lotspeise. Etwas erhöht am Lotdraht befindet sich der durch eine Messinghülse geschützte Glaszylinder.